# Alfred Technik
Alfred Technik (též Alfréd; 6. srpna 1913, Smržovka – 17. prosince 1986, Praha) byl český spisovatel, reportér Československého rozhlasu a scenárista.
Rozhlasovým reportérem se Alfred Technik stal ještě jako student ČVUT (obor geodézie), když musel svá studia přerušit kvůli válečným událostem. Během svého působení v rozhlase odvysílal nebo napsal asi 1500 rozhlasových pásem, reportáží, besed a rozhlasových her.

## Dílo
- Muži pod Prahou (1942), reportážní pásmo o pražských stokařích.
- Barabové (1943), román o kolektivu barabů na stavbě velkého tunelu.
- Tuláci věčné krve (1956) román líčící život příslušníků dvou dožívajících rodů kočovných cikánů v dob těsně před druhou světovou válkou.
- Mlýn na ponorné řece (1956), baladicky laděný román odehrávající se v oblasti Moravského krasu na počátku 18. století, který vypráví o samotářském mlynáři, o jeho boji s vrchností a o jeho cestě ze samoty k lidem, k lásce a k životu.
- Majáky televise (1957), příběh mladého chlapce, který se zúčastňuje průzkumné práce s vědeckými a technickými pracovníky při stavbě televizních vysílačů.
- Svárov (1961), kniha vykresluje náročné pracovní podmínky dělníků v továrnách barona Johanna Liebiega v Podkrkonoší a svárovskou stávku roku 1870.[3]
- Zelený zápisník (1974), soubor krátkých mysliveckých povídek a črt.
- Rosa v pavučinách (1978), soubor reportáží a črt o lidech nejrůznějších profesí a zejména z neobvyklých pracovních prostředí.

## Filmové adaptace
- Muži pod Prahou (1947), dokumentární film podle vlastního scénáře, režie Václav Švarc.
- Ďáblova past (1961), film podle románu Mlýn na ponorné řece, režie František Vláčil.
- Pavlínka (1974), film na motivy knihy Svárov o jedné z obětí stávky, spolupráce na scénáři, režie Karel Kachyňa.[4]